# إبراهيم مزوار
إبراهيم مزوار  (1973 الجزائر) هو لاعب كرة قدم جزائري.

## روابط خارجية
- إبراهيم مزوار على موقع قاعدة بيانات كرة القدم.إي يو (الإنجليزية)
- إبراهيم مزوار على موقع ناشيونال فوتبول تيمز (الإنجليزية)
- إبراهيم مزوار على موقع Soccerway.com (الإنجليزية)